# Johannes Hoffmann (homme politique, 1867)
Pour les articles homonymes, voir Hoffmann.
Ne doit pas être confondu avec Johannes Hoffmann.
Johannes Hoffmann (né le 3 juillet 1867 à Ilbesheim bei Landau in der Pfalz et mort le 15 décembre 1930 à Berlin) est un homme politique allemand du DtVP puis du SPD. En 1919/20, il est ministre-président de Bavière. Après cela, cependant, il devient un dissident qui fait campagne sans succès pour l'indépendance du Palatinat sur la rive gauche du Rhin par rapport à la Bavière.

## Premières années
Hoffmann est le fils du fermier Peter Hoffmann et de son épouse Eva Maria, née Keller. Il passe sa jeunesse à Wollmesheim. De 1877 à 1882, il étudie au lycée de Landau, puis l'institut préparatoire d'Edenkoben jusqu'en 1885 et le collège des professeurs de Kaiserslautern jusqu'en 1887. En conséquence, il occupe plusieurs postes scolaires, dont Kaiserslautern et Callbach. En 1892, il épouse Luise Ackermann à Bergzabern, avec qui il a deux fils. Son fils Hans est ministre des Finances de Rhénanie-Palatinat de 1947 à 1951.
De 1899 à 1904, il est membre du conseil municipal de Kaiserslautern pour le Parti populaire allemand libéral de gauche (à ne pas confondre avec le parti libéral de droite ou national du même nom dans la République de Weimar). En 1907, il rejoint le SPD et en 1908, il est élu membre (de) du SPD au parlement de l'État (de). À la suite de sa candidature comme social-démocrate, le gouvernement de l'arrondissement de Spire (de) prend des mesures disciplinaires contre lui, après quoi il démissionne de la fonction publique. En 1910, il retourne au conseil municipal et devient le premier adjoint ; pendant la guerre, il doit représenter le maire Küffner, qui fait son service militaire.
En 1912, il est élu au Reichstag, dont il reste député jusqu'à sa mort.

## État libre de Bavière
De novembre 1918 à mars 1919, il est ministre bavarois de l'Éducation dans le gouvernement de Kurt Eisner. Après l'assassinat d'Eisner, il est élu ministre-président et ministre des Affaires étrangères de Bavière par le Landtag en tant que défenseur d'une démocratie parlementaire pluraliste, mais conserve également la direction du ministère de la Culture. Contre ce gouvernement, la République soviétique bavaroise dirigée par Ernst Niekisch et le Conseil ouvrier révolutionnaire, auxquels se joignent plusieurs autres villes de Bavière. Cette république soviétique est dominée dans sa première phase par des intellectuels pacifistes et anarchistes. Après le coup d'État du dimanche des Rameaux (de) le 13 avril 1919, des partisans et des membres du Parti communiste d'Allemagne dirigent le gouvernement du conseil.
À partir de la mi-avril 1919, des unités de corps francs, parfois appelées "troupes blanches", appelées par le cabinet Hoffmann (de), qui s'est installé à Bamberg, attaquent les défenseurs de la république soviétique et, avec les unités de la Reichswehr de Prusse et du Wurtemberg, reprennent Munich le 2 mai 1919. Au cours des combats, des atrocités sont commises des deux côtés, au cours desquelles des centaines de personnes sont mortes, la majorité étant des victimes des corps francs. Après le putsch de Kapp en mars 1920, Hoffmann démissionne de son poste de ministre-président de l'État libre de Bavière. Gustav von Kahr (cabinets Kahr I (de) et Kahr II (de)) lui succède.

## Retour dans le Palatinat bavarois
À la fin du mois d'avril, Hoffmann déménage à Kaiserslautern et se présente au poste de maire de Ludwigshafen, mais est battu aux élections. Hoffmann retourne à l'enseignement. Il est élu à nouveau au Landtag (de) le 24 juin, mais renonce à son mandat le 24 août 1920.
Le 23 octobre 1923, Hoffmann, avec Friedrich Wilhelm Wagner (de) et Paul Kleefoot (de), déclare au général français Adalbert François Alexandre de Metz qu'ils veulent former un État indépendant au sein du Reich allemand dans le Palatinat occupé par la France. La tentative échoue et Hoffmann est renvoyé de l'enseignement. Une demande de levée de son immunité en tant que député du Reichstag n'est pas poursuivie dans le cadre d'un règlement d'amnistie dans le plan Dawes (août 1924).
Hoffmann décède en 1930. Le Conseil des ministres bavarois refuse à sa veuve une pension.